# Kašljavac
Kašljavac is een plaats in de gemeente Šandrovac in de Kroatische provincie Bjelovar-Bilogora. De plaats telt 170 inwoners (2001).